# وولنچین (استان اوپوله)
وولنچین (به لاتین: Wolęcin) یک روستا در لهستان است که در گمینا رادووو (استان اوپوله) واقع شده‌است. وولنچین ۱۴۶ نفر جمعیت دارد.